# A nagy keringő
A nagy keringő (The Great Waltz) 1938-ban bemutatott fekete–fehér amerikai játékfilm Julien Duvivier rendezésében. Duvivier első Egyesült Államok-beli tartózkodása idején készült. (Társrendezők: Victor Fleming és Josef von Sternberg, a stáblistán azonban nem szerepelnek).
Magyarországon 1939. február 28-án mutatták be. A zenés életrajzi film az ifjabb Johann Straussról szól. Szokványos meséje Bécsben, az 1840-es években játszódik, amikor a keringőt még nem tekintették társadalmilag elismert zenének.

## Cselekménye
A bankfiókban dolgozó fiatal Johann Strausst kiteszik állásából, mert munka helyett kottákat írogat. Nem is bánja, hiszen mindene a zeneszerzés. Szerelme, Poldi, Vogelhuber pék lánya bízik a fiú tehetségében. Johann barátaiból zenekart szervez, és egy este a Dommayer-kaszinóban bemutatkoznak. Az új zenekarra kevesen kíváncsiak, a nézőtér majdnem üres. Már készülnek abbahagyni a hangversenyt, amikor beállít Schiller, az opera tenoristája és Carla Donner, a híres operaénekesnő. A kedvükért Strauss még néhány keringőjét előadják. Dommayer közben kitárja az ablakokat, a muzsika kiárad az utcára, Bécs ligeteibe, és a kaszinóba már tódulnak az emberek. Később egy estélyen Carla Donner is elénekli Strauss egyik szerzeményét. Bécs elfogadta a keringőt, az addig lenézett táncot és zenét.
Már ismert zeneszerzőként Johann feleségül veszi Poldit, aki imádja férjét, ám Johann eltávolodik tőle és Carla Donner bűvkörébe kerül. Az énekesnő közbenjárására Strausst megbízzák, hogy írjon daljátékot az operaház számára. A Denevér óriási sikert arat. A bemutató estéjén Carla Donner udvarlója, Hohenfried gróf felkeresi Poldit és megkéri, hogy válassza el egymástól Strausst és a primadonnát. Poldi az operába megy és az előadás végén sikerül is visszahódítania férjét. Johann Strauss még a hajóhoz kíséri az elutazó Carlát, majd a Kék Duna keringő melódiájával kísérve tér vissza Poldijához.

## Kritikák
A filmben a zenét nagyon változatosan, fontos dramaturgiai céllal alkalmazzák. „Itt a „Mesél a bécsi erdő” születése – a zene győzelme a közöny és a rutin felett, a film szereplőinek ujjongó szerelme a zene iránt. Mindez igen magasra, a „könnyű” műfaj filmjeinek szintje fölé emeli a művet.”
„A 30-as évek nagy francia rendező-generációja volt az első művészgárda. Tőlük tanultak a mai nagyok közül a ma [1966] már öregebbek. (…) René Clair kényszerű amerikai emigrációja idején forradalmasítja az amerikai vígjátékot: a társalgási szellemeskedő vígjátékot társadalmi irányba tereli (Boszorkányt vettem feleségül, I married a witch); Duvivier a biztos közönségsikert hozó jeles mesterember szerepében teremt iskolát (A nagy keringő, The great waltz).”

## Főszereplők
- Luise Rainer – Poldi Vogelhuber
- Fernand Gravey – Ifj. Johann Strauss
- Miliza Korjus – Carla Donner
- Hugh Herbert – Julius Hofbauer
- Minna Gombell – Mrs. Hofbauer
- Lionel Atwill – Anton Hohenfried gróf
- Curt Bois – Kienzl
- Leonid Kinskey – Dudelman
- George Houston – Fritz Schiller